# Vena basílica
La vena basílica (TA: vena basilica) es una vena que se origina en el lado cubital de la red dorsal de la mano, pasa hacia arriba por el antebrazo y se une con las venas humerales para formar la vena axilar.

## Trayecto
La vena basílica es una larga vena de largo recorrido del miembro superior que ayuda a drenar la sangre de parte de la mano y el antebrazo. La mayor parte de su trayecto es superficial; generalmente discurre por la grasa subcutánea y otras fascias que descansan sobre los músculos del miembro superior. Se origina en la parte cubital de la red venosa dorsal de la mano. Tras un pequeño recorrido por la mano, se hace anterior y sube por el antebrazo, pasando a llamarse vena basílica del antebrazo. Cerca de la región de la fosa cubital, en la curvatura de la articulación del codo, la vena basílica normalmente se conecta con otra gran vena superficial del miembro superior, la vena cefálica, por medio de la vena mediana cubital. Pasa por el canal interno del codo, por lo que es usualmente visible a través de la piel. Sube por el brazo (vena basílica del brazo), y a mitad del mismo perfora la aponeurosis y se hace profunda, discurriendo bajo los músculos. Allí, alrededor del borde inferior del músculo redondo mayor, las venas circunflejas humerales anterior y posterior se le unen como tributarias, justo antes de que la basílica se una a las venas braquiales o humerales para formar la vena axilar.
La disposición de las venas superficiales del antebrazo es muy variable de una persona a otra, y generalmente hay muchas otras venas superficiales con las que la vena basílica se comunica.

## Imágenes adicionales

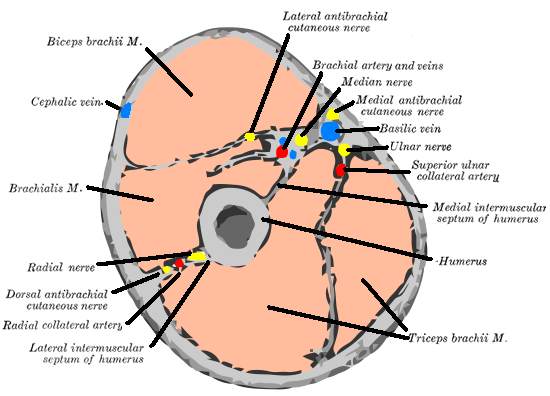
Sección sagital de la parte media del miembro superior.
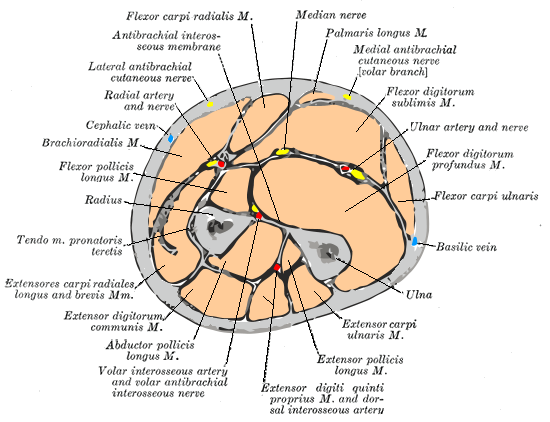
Sección sagital de la parte media del antebrazo.
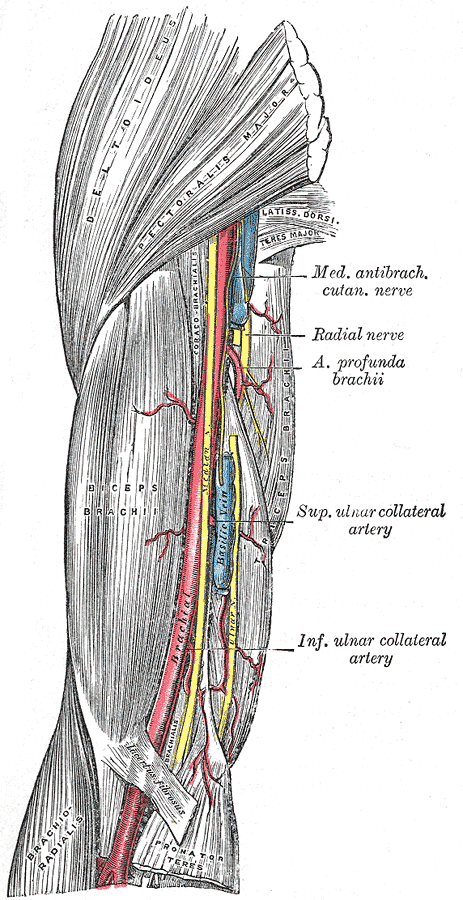
Arteria braquial.
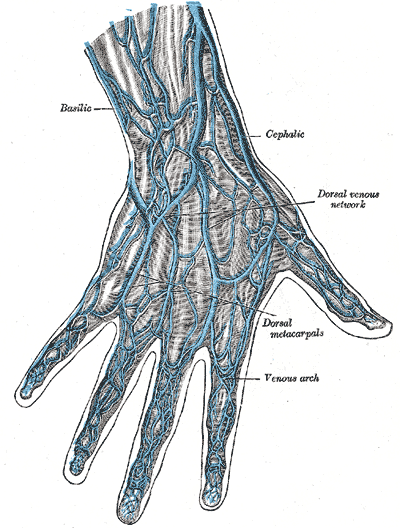
Venas del dorso de la mano.